# Помона (Канзас)
Помона (англ. Pomona) — місто (англ. city) в США, в окрузі Франклін штату Канзас. Населення — 884 особи (2020).

## Географія
Помона розташована за координатами 38°36′40″ пн. ш. 95°27′16″ зх. д. / 38.61111° пн. ш. 95.45444° зх. д. (38.611184, -95.454439).  За даними Бюро перепису населення США в 2010 році місто мало площу 1,95 км², з яких 1,95 км² — суходіл та 0,00 км² — водойми. В 2017 році площа становила 2,07 км², з яких 2,05 км² — суходіл та 0,03 км² — водойми.

## Демографія
Згідно з переписом 2010 року, у місті мешкали 832 особи в 346 домогосподарствах у складі 239 родин. Густота населення становила 427 осіб/км².  Було 383 помешкання (196/км²).
Расовий склад населення:
| - 95,9 % — білих - 2,0 % — корінних американців - 0,1 % — вихідців з тихоокеанських островів - 0,1 % — чорних або афроамериканців |

До двох чи більше рас належало 1,6 %. Частка іспаномовних становила 2,9 % від усіх жителів.
За віковим діапазоном населення розподілялося таким чином: 24,8 % — особи молодші 18 років, 59,9 % — особи у віці 18—64 років, 15,3 % — особи у віці 65 років та старші. Медіана віку мешканця становила 40,9 року. На 100 осіб жіночої статі у місті припадало 105,9 чоловіків;  на 100 жінок у віці від 18 років та старших — 101,9 чоловіків також старших 18 років.
Середній дохід на одне домашнє господарство  становив 46 231 долар США (медіана — 34 271), а середній дохід на одну сім'ю — 55 593 долари (медіана — 45 865). За межею бідності перебувало 8,0 % осіб, у тому числі 8,6 % дітей у віці до 18 років та 11,8 % осіб у віці 65 років та старших.
Цивільне працевлаштоване населення становило 386 осіб. Основні галузі зайнятості: роздрібна торгівля — 26,4 %, освіта, охорона здоров'я та соціальна допомога — 19,4 %, транспорт — 13,2 %, виробництво — 13,0 %.